# Diacyclops zhimulevi
Diacyclops zhimulevi – gatunek widłonoga z rodziny Cyclopidae, nazwa naukowa gatunku została po raz pierwszy opublikowana w 2010 roku przez zespół rosyjskich hydrobiologów Natalia G. Szewelewa, Oleg A. Timoszkin, Wiaczesław N. Aleksandrow i Ekaterina P. Tereza.  